# François Buy
 (janvier 2013).
Pour les articles homonymes, voir Buy.
François Buy est un écrivain français, né le 15 novembre 1937 à Paris. Il est l'auteur de livres politiques et historiques sur la Colombie, le Venezuela et le Chili. Il a vécu plusieurs années en Colombie où il a enseigné le français dans plusieurs universités, notamment à Bogota. Son principal ouvrage est constitué des trois tomes de l'Histoire de la Colombie qui fait autorité en Amérique du Sud. Cet ouvrage est tiré de sa thèse de doctorat.

## Œuvres
- La République Algérienne Démocratique Et Populaire / Préface De Pierre André (1965)
- Histoire de la Colombie : Du pouvoir sans partage au partage du pouvoir (1980)
- Panorama du Venezuela (1978)
- Histoire de la Colombie en 3 tomes. la nouvelle-grenade au milieu du xixe siècle / naissance d'une nation 1858-1894 / le XXe siècle: du pouvoir sans partage au partage du pouvoir (1er janvier 1976)
- La Colombie moderne : Terre d'espérance (1968)
- Le Chili d'Allende : échec d'une révolution (1975)
- Les Élections municipales à Paris : 1953-1971 (1975)
- Histoire de la Colombie : 1858-1894 (1977)
- Les Guérilleros (1972)
- Le Chili socialiste (1973)
- L'Extrême-droite devant l'électeur en France (1974)
- Les étudiants selon saint Marx après les évènements de 1968 (1969)
- Chronique internationale, 1944-1969; 25 ans d'histoire contemporaine (1969)